# شهرستان لمتون
شهرستان لمتون (به انگلیسی: Lambton County) یک شهرستان در کانادا است که در انتاریو واقع شده‌است.

## خصوصیات
شهرستان لمتون ۱۲۴٬۶۲۳ نفر جمعیت دارد.